# 霍普·鲍威尔
霍普·鲍威尔（英語：Hope Powell，1966年12月8日—），英国女子足球运动员。她曾代表英格兰参加1995年国际足联女子世界杯。她也曾担任英国奥林匹克女子足球队的主教练。